# Gare de Spa-Géronstère
La gare de Spa-Géronstère est une gare ferroviaire belge de la ligne 44 de Pepinster à Stavelot, située à proximité du centre-ville de Spa, en Région wallonne, dans la province de Liège. Il s'agit du terminus de la section en service de cette ligne. Les trains partent de Spa-Géronstere par le pont ferroviaire de Spa et desservent également: Spa, Franchimont, Theux, Juslenville, Pepinster-Cité, Pépinster et Verviers-Central. (En semaine ils continuent jusqu’à Welkenraedt 2 fois par jour). 
C'est une halte voyageurs de la Société nationale des chemins de fer belges (SNCB) desservie par des trains Omnibus (L) et d’Heure de pointe (P).

## Situation ferroviaire
Établie à 274 m d'altitude, la gare terminus de Spa-Géronstère est située au point kilométrique (PK) 12,50 de la 44, Pepinster à Stavelot, entre la gare de Spa et le butoir de la fin de ligne à voie unique au PK 12,80.

## Histoire
La ligne 44 fut construite entre 1854 et 1855 par la Compagnie du chemin de fer de Pepinster à Spa afin de relier les deux villes précitées. La petite compagnie fut rachetée par les chemins de fer du Grand-duché du Luxembourg qui prolongèrent la ligne. Elle reliait Spa, Stavelot, Gouvy, Luxembourg depuis 1867.
La portion de ligne entre Pepinster, Spa, Stavelot et Trois-Ponts prit le numéro de ligne 44 de la SNCB.
En 1937, pour mieux desservir le sud de la ville de Spa, une petite halte fut aménagée à l'est de la gare de Spa et appelée Spa-Géronstère.
En 1959, le nombre de voyageurs diminuant, la ligne fut fermée aux voyageurs au-delà de la gare de Spa-Géronstère avant que cette portion ne ferme complètement avec la disparition du trafic des marchandises. Elle fut abandonnée en 1974 et c’est aujourd’hui un Pré-RAVeL.
Depuis cette date, le terminus se trouve à Spa-Géronstère. Il s’agit d’un simple terminus sans personnel à une voie avec un seul quai, situé juste avant l’ancien passage à niveau de la rue du Waux-hall.

## Service des voyageurs

### Accueil
Halte SNCB, c'est un point d'arrêt non gardé (PANG) à entrée libre. 

### Desserte
Spa-Géronstère est desservie par des trains Omnibus (L) et d’Heure de pointe (P) de la SNCB circulant sur la ligne commerciale 37.
En semaine comme les week-ends, la gare possède une desserte cadencée à l’heure : des trains L reliant Spa-Géronstère à Verviers Central. En semaine, un train d’heure de pointe (P) relie Spa-Geronstère à Verviers-Central le matin et un des trains L est prolongé vers Welkenraedt (dans les deux directions) le matin et l'après-midi.

### Intermodalité
À proximité du centre-ville, son accès situé rue du Waux-Hall ne comporte pas de parking aménagé.

## Comptage voyageurs
Ce graphique et tableau montre le nombre de voyageurs embarquant en moyenne durant la semaine, le samedi et le dimanche.
| Nombre de passagers qui embarquent à la gare de Spa-Géronstère | Nombre de passagers qui embarquent à la gare de Spa-Géronstère | Nombre de passagers qui embarquent à la gare de Spa-Géronstère | Nombre de passagers qui embarquent à la gare de Spa-Géronstère |
|                                                                | Semaine                                                        | Samedi                                                         | Dimanche                                                       |
| -------------------------------------------------------------- | -------------------------------------------------------------- | -------------------------------------------------------------- | -------------------------------------------------------------- |
| 1977                                                           | 292                                                            | 78                                                             | -                                                              |
| 1978                                                           | 295                                                            | 103                                                            | -                                                              |
| 1979                                                           | 351                                                            | 100                                                            | -                                                              |
| 1980                                                           | 301                                                            | 90                                                             | -                                                              |
| 1981                                                           | 318                                                            | 102                                                            | -                                                              |
| 1982                                                           | 307                                                            | 96                                                             | -                                                              |
| 1983                                                           | 319                                                            | 83                                                             | -                                                              |
| 1984                                                           | 336                                                            | 104                                                            | 91                                                             |
| 1985                                                           | 324                                                            | 140                                                            | 121                                                            |
| 1986                                                           | 321                                                            | 138                                                            | 89                                                             |
| 1987                                                           | 281                                                            | 78                                                             | 110                                                            |
| 1988                                                           | 323                                                            | 121                                                            | 105                                                            |
| 1989                                                           | 316                                                            | 92                                                             | 88                                                             |
| 1990                                                           | 249                                                            | 101                                                            | 94                                                             |
| 1991                                                           | 303                                                            | 151                                                            | 89                                                             |
| 1992                                                           | 329                                                            | 149                                                            | 78                                                             |
| 1993                                                           | 258                                                            | 95                                                             | 98                                                             |
| 1994                                                           | 272                                                            | 114                                                            | 108                                                            |
| 1995                                                           | 295                                                            | 111                                                            | 86                                                             |
| 1996                                                           | 321                                                            | 100                                                            | 80                                                             |
| 1997                                                           | 449                                                            | 216                                                            | 149                                                            |
| 1998                                                           | 445                                                            | 174                                                            | 134                                                            |
| 1999                                                           | 294                                                            | 118                                                            | 82                                                             |
| 2000                                                           | 295                                                            | 90                                                             | 77                                                             |
| 2001                                                           | 329                                                            | 130                                                            | 78                                                             |
| 2002                                                           | 295                                                            | 110                                                            | 88                                                             |
| 2003                                                           | 311                                                            | 152                                                            | 102                                                            |
| 2004                                                           | 355                                                            | 159                                                            | 99                                                             |
| 2005                                                           | 377                                                            | 188                                                            | 150                                                            |
| 2006                                                           | 378                                                            | 198                                                            | 152                                                            |
| 2007                                                           | 340                                                            | 151                                                            | 128                                                            |
| 2008                                                           | -                                                              | -                                                              | -                                                              |
| 2009                                                           | 357                                                            | 150                                                            | 118                                                            |
| 2010                                                           | -                                                              | -                                                              | -                                                              |
| 2011                                                           | -                                                              | -                                                              | -                                                              |
| 2012                                                           | 326                                                            | 166                                                            | 116                                                            |
| 2013                                                           | 342                                                            | 154                                                            | 141                                                            |
| 2014                                                           | 398                                                            | 169                                                            | 142                                                            |
| 2015                                                           | 340                                                            | 189                                                            | 153                                                            |
| 2016                                                           | 306                                                            | 146                                                            | 143                                                            |
| 2017                                                           | 329                                                            | 141                                                            | 141                                                            |
| 2018                                                           | 321                                                            | 197                                                            | 184                                                            |
| 2019                                                           | 382                                                            | 172                                                            | 124                                                            |
| 2020                                                           | 330                                                            | 168                                                            | 156                                                            |
| 2021                                                           | -                                                              | -                                                              | -                                                              |
| 2022                                                           | 331                                                            | 145                                                            | 192                                                            |
| 2023                                                           | 321                                                            | 199                                                            | 272                                                            |
| 2024                                                           | 272                                                            | 207                                                            | 147                                                            |

## Galerie de photographies

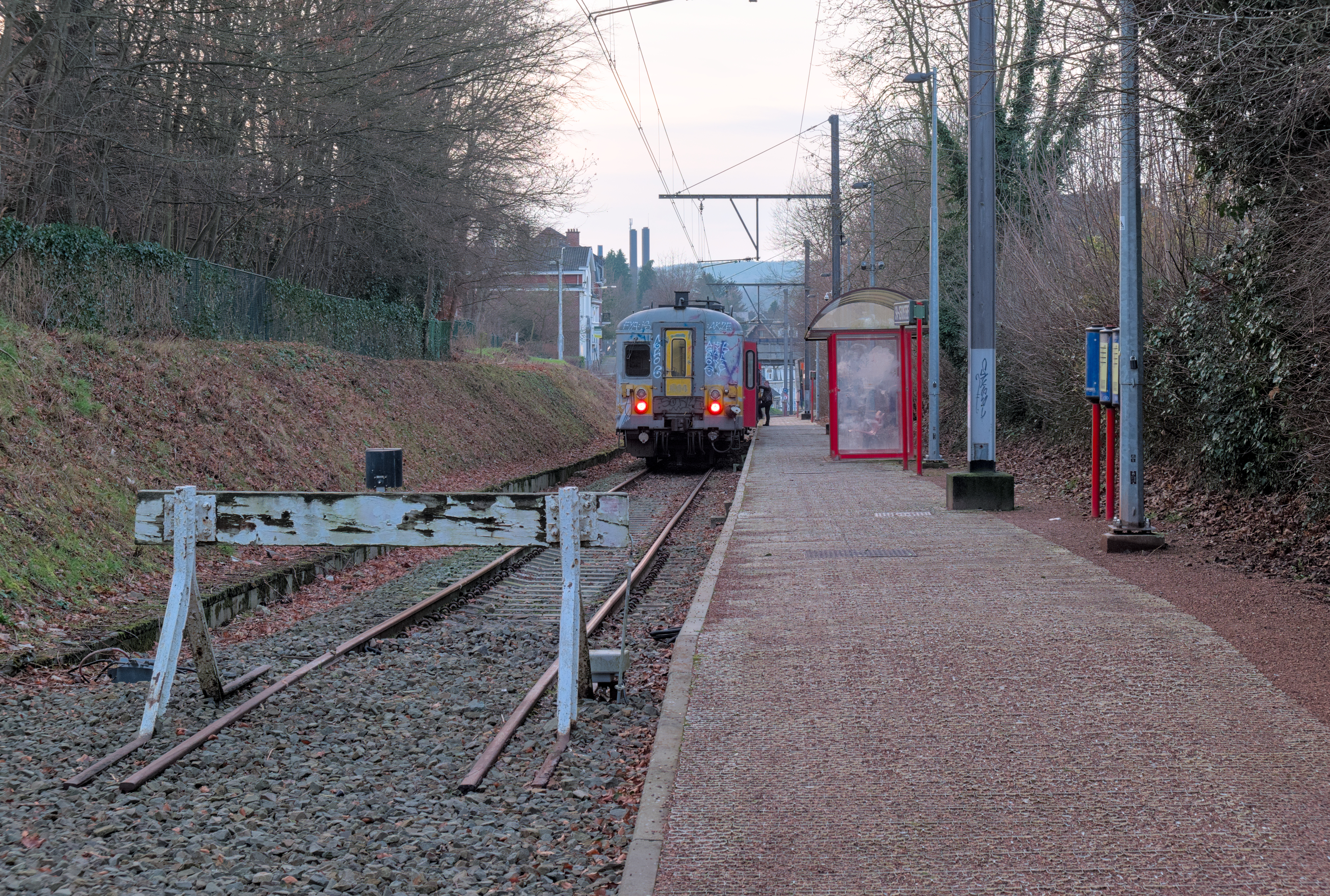
Gare et train en 2019.
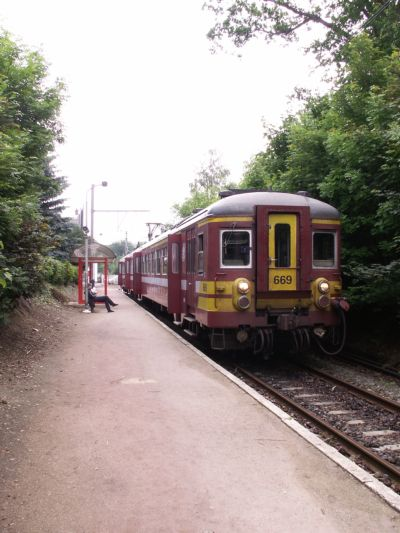
2007.
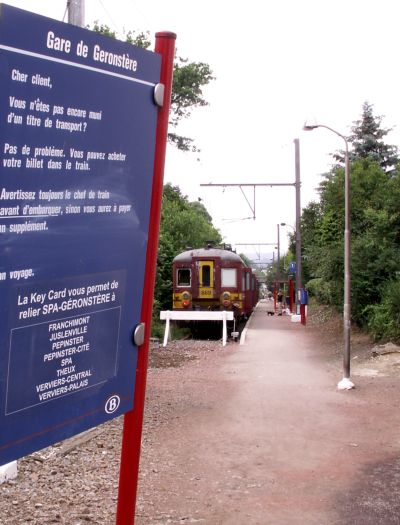
Ancienne signalétique.
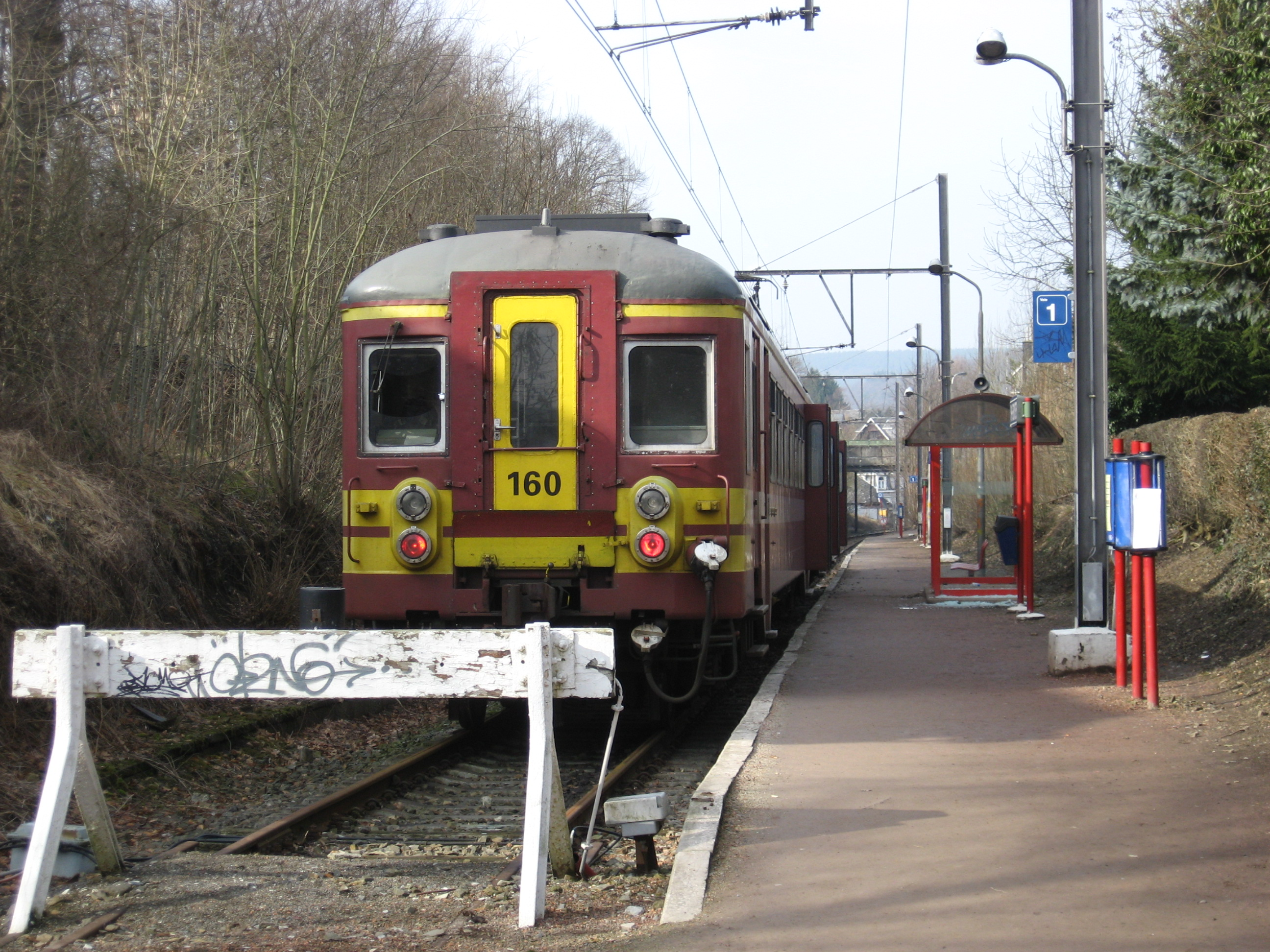
Train à quai (2009).